# Teresa Żylis-Gara
Teresa Żylis-Gara (Lentvaris, 23 gennaio 1930 – Łódź, 28 agosto 2021) è stata un soprano polacco.
Apprezzata cantante lirica, Żylis-Gara ha goduto di una lunga carriera internazionale tra gli anni sessanta e gli anni novanta. Dopo essersi affermata negli anni cinquanta e sessanta come soprano lirico e apprezzata interprete di Mozart, negli anni settanta e ottanta cantò prevalentemente come soprano lirico drammatico, interpretando ruoli quali Tosca nell'opera di Puccini, Tatiana nell'Eugenio Onegin ed Elisabeth in Tannhäuser. Il suo vasto repertorio spaziava dal barocco fino alla musica contemporanea del suo compatriota Krzysztof Penderecki e, secondo la critica, ebbe il merito di portare a una riscoperta e rivalutazione delle romanze di Fryderyk Chopin.

## Biografia
Teresa Żylis-Gara nacque nella cittadina polacca di Lentvaris (nell'odierna Lituania) e studiò al conservatorio di Łódź per nove anni, dove si trasferì dopo la Seconda Guerra Mondiale. La sua prima insegnante di canto fu Stefania Grabowska, e la prima esibizione pubblica di Teresa, nella quale eseguì due canzoni di Mieczysław Karłowicz ebbe luogo ad un ballo al Palazzo di Poznań.
Dopo aver vinto una gara di canto a Varsavia nel 1954 cominciò a cantare alla radio nazionale polacca e come solista della Filarmonica di Cracovia; due anni più tardi fece il suo debutto nel mondo dell'opera cantando il ruolo eponimo in Halka in scena all'Opera Krakowsk, dove tornò l'anno successivo come protagonista di Madama Butterfly. Nel 1958 si classificò seconda al Concours international de chant de Toulouse, mentre nel 1960 vinse il terzo premio del concorso internazionale di musica ARD.
Quest'ultima vittoria la portò all'attenzione del Theater Oberhausen, che l'ingaggiò per due stagioni, durante le quali cantò, tra gli altri ruoli, Fiordiligi in Così fan tutte. Dopo quattro stagioni con l'Oper Dortmund, nel 1966 inaugurò il neo-fondato Teatro dell'Opera di Dortmund cantando il ruolo principale ne Il cavaliere della rosa. L'anno precedente intanto si era unita alla Deutsche Oper am Rhein, in cui cantò i ruoli di Rosalinde ne Il pipistrello e Agathe ne Il franco cacciatore; cantò regolarmente in questo teatro per cinque stagioni, tornandovi spesso come artista ospite negli anni successivo. Dopo aver consolidato la sua posizione in Germania, cominciò ad esibirsi sulle scene internazionali: nel 1965 fece il suo debutto al Festival di Glyndebourne ne Il cavaliere della rosa con Montserrat Caballé e due anni dopo vi tornò come Donna Elvira in Don Giovanni. Il ruolo di Donna Elvira si rivelò essere la sua parte di maggior successo, tanto da essere paragonata favorevolmente alle interpretazioni di Sena Jurinac ed Elisabeth Schwarzkopf; fu proprio in questo ruolo che fece il suo debutto al Festival di Salisburgo (sotto la direzione di Herbert von Karajan) e al Metropolitan Opera House nel 1968. Nel 1966 intanto aveva fatto il suo esordio all'Opéra Garnier di Parigi, mentre nel 1968 esordì alla Royal Opera House come Violetta nella Traviata.
Il suo debutto come Donna Elvira al Metropolitan inaugurò una lunga collaborazione con il teatro durata per ben quattordici stagioni e che la vide interpretare i ruoli di Pamina ne Il flauto magico, della Contessa ne Le nozze di Figaro, Amelia in Un ballo in maschera, Cio Cio San in Madama Butterfly, Desdemona in Otello, Elisabeth in Tannhauser, Elsa in Lohengrin, Fiordiligi in Così fan tutte, Leonora ne Il trovatore, Liù in Turandot, Marguerite in Faust, Mimì ne La bohème, Octavian ne Il cavaliere della rosa, Violetta ne La traviata, Tatiana in Eugenio Onegin, Adriana in Adriana Lecouvreur e l'eponime protagonista di Tosca e Suor Angelica. Il 31 marzo 1984 apparve al Metropolitan per la duecentotrentatreesima e ultima volta, cantando come protagonista di Manon Lescaut. Nel 1977 intanto aveva fatto il suo debutto scaligero come Desdemona in Otello. Negli anni settanta e ottanta continuò a cantare regolarmente nei maggiori teatri d'opera del mondo, tra cui Covent Garden, il Teatro Bol'šoj e la Wiener Staatsoper. Successivamente l'attività operistica si diradò considerevolmente, lasciando spazio a recital, concerti e numerosi master class.
È morta nel 2021 all'età di novantuno anni. È stata sepolta il 10 settembre 2021 nel Viale del Merito del cimitero municipale di Doły a Łódź.

## Repertorio (parziale)
| Ruolo                   | Titolo                  | Autore           |
| ----------------------- | ----------------------- | ---------------- |
| Teresa                  | Benvenuto Cellini       | Berlioz          |
| Tatiana                 | Eugenio Onegin          | Čajkovskij       |
| Lisa                    | La dama di picche       | Čajkovskij       |
| Adriana Lecouvreur      | Adriana Lecouvreur      | Cilea            |
| Anna Bolena             | Anna Bolena             | Donizetti        |
| Marguerite              | Faust                   | Gounod           |
| Manon Lescaut           | Manon                   | Massenet         |
| Contessa                | Le nozze di Figaro      | Mozart           |
| Donna Elvira            | Don Giovanni            | Mozart           |
| Fiordiligi              | Così fan tutte          | Mozart           |
| Pamina                  | Il flauto magico        | Mozart           |
| Manon Lescaut           | Manon Lescaut           | Puccini          |
| Mimì                    | La bohème               | Puccini          |
| Floria Tosca            | Tosca                   | Puccini          |
| Cio Cio San             | Madama Butterfly        | Puccini          |
| Suor Angelica           | Suor Angelica           | Puccini          |
| Liù                     | Turandot                | Puccini          |
| Elcia                   | Mosè in Egitto          | Rossini          |
| Rosalinde               | Il pipistrello          | Strauss, Johann  |
| La Marescialla Octavian | Il cavaliere della rosa | Strauss, Richard |
| Il Compositore          | Arianna a Nasso         | Strauss, Richard |
| Leonora                 | Il trovatore            | Verdi            |
| Violetta Valery         | La traviata             | Verdi            |
| Amelia                  | Un ballo in maschera    | Verdi            |
| Elisabetta di Valois    | Don Carlo               | Verdi            |
| Desdemona               | Otello                  | Verdi            |
| Elisabeth               | Tannhäuser              | Wagner           |
| Elsa                    | Lohengrin               | Wagner           |
| Agata                   | Il franco cacciatore    | Weber            |